# Interstate 515
Die Interstate 515 (Abkürzung I-515) ist ein Interstate Highway im US-Bundesstaat Nevada.
Sie wurde im Jahr 1994 eröffnet und gehört zusammen mit dem U.S. Highway 93 und dem U.S. Highway 95 zum Las Vegas Downtown Expressway.

## Verlauf
Die Interstate 515 beginnt südöstlich von Henderson gemeinsam mit Interstate 11, Interstate 215 und Nevada State Route 564 und endet ein wenig westlich von der Interstate 15 in Las Vegas. Sie deckt sich über ihren gesamten Verlauf mit dem U.S. Highway 93 und dem U.S. Highway 95.